# 財務分析機構
財務分析機構（ざいむぶんせききこう、英表記：AFA、Association of Financial Analysis）は、米国カリフォルニア州オレンジ郡アナハイムに本部（日本支部は、東京都杉並区）を置く法律会計検査院。世界各国の弁護士、公認会計士、内部監査人、証券アナリストを構成員として2015年に設立された。会員数は、2017年現在約150名。